# Declan Carlile
Declan Carlile, född 18 maj 2000, är en amerikansk-kanadensisk professionell ishockeyback som är kontrakterad till Tampa Bay Lightning i National Hockey League (NHL) och spelar för Syracuse Crunch i American Hockey League (AHL).
Han har tidigare spelat för Merrimack Warriors i National Collegiate Athletic Association (NCAA) och Lincoln Stars och Muskegon Lumberjacks i United States Hockey League (USHL).
Carlile blev aldrig NHL-draftad.

## Statistik
| Källa: Utv = Utvisningsminuter Uppdaterad: 2024-01-05 | Källa: Utv = Utvisningsminuter Uppdaterad: 2024-01-05 | Källa: Utv = Utvisningsminuter Uppdaterad: 2024-01-05 |                           | Grundserie                | Grundserie                | Grundserie                | Grundserie                | Grundserie                |                           | Slutspel                  | Slutspel                  | Slutspel                  | Slutspel                  | Slutspel |
| Säsong                                                | Lag                                                   | Liga                                                  | Matcher                   | Mål                       | Assists                   | Poäng                     | Utv                       | Matcher                   | Mål                       | Assists                   | Poäng                     | Utv                       |                           |          |
| ----------------------------------------------------- | ----------------------------------------------------- | ----------------------------------------------------- | ------------------------- | ------------------------- | ------------------------- | ------------------------- | ------------------------- | ------------------------- | ------------------------- | ------------------------- | ------------------------- | ------------------------- | ------------------------- | -------- |
| 2013–2014                                             | Detroit Little Caesars U13                            | HPHL                                                  | 19                        | 2                         | 3                         | 5                         | 14                        | —                         | —                         | —                         | —                         | —                         |                           |          |
| 2014–2015                                             | Detroit Compuware U14                                 | HPHL                                                  | 17                        | 1                         | 8                         | 9                         | 15                        | —                         | —                         | —                         | —                         | —                         |                           |          |
| 2015–2016                                             | Culver Eagles U16                                     |                                                       | Statistik ej tillgänglig. | Statistik ej tillgänglig. | Statistik ej tillgänglig. | Statistik ej tillgänglig. | Statistik ej tillgänglig. | Statistik ej tillgänglig. | Statistik ej tillgänglig. | Statistik ej tillgänglig. | Statistik ej tillgänglig. | Statistik ej tillgänglig. | Statistik ej tillgänglig. |          |
| 2016–2017                                             | Culver Eagles U16                                     |                                                       | Statistik ej tillgänglig. | Statistik ej tillgänglig. | Statistik ej tillgänglig. | Statistik ej tillgänglig. | Statistik ej tillgänglig. | Statistik ej tillgänglig. | Statistik ej tillgänglig. | Statistik ej tillgänglig. | Statistik ej tillgänglig. | Statistik ej tillgänglig. | Statistik ej tillgänglig. |          |
| 2017–2018                                             | Wellington Dukes                                      | OJHL                                                  | 54                        | 6                         | 33                        | 39                        | 34                        | 25                        | 5                         | 8                         | 13                        | 12                        |                           |          |
| 2018–2019                                             | Lincoln Stars                                         | USHL                                                  | 32                        | 3                         | 11                        | 14                        | 35                        | —                         | —                         | —                         | —                         | —                         |                           |          |
|                                                       | Muskegon Lumberjacks                                  | USHL                                                  | 27                        | 1                         | 4                         | 5                         | 26                        | 8                         | 0                         | 2                         | 2                         | 16                        |                           |          |
| 2019–2020                                             | Merrimack Warriors                                    | NCAA                                                  | 34                        | 4                         | 18                        | 22                        | 22                        | —                         | —                         | —                         | —                         | —                         |                           |          |
| 2020–2021                                             | Merrimack Warriors                                    | NCAA                                                  | 14                        | 2                         | 8                         | 10                        | 10                        | —                         | —                         | —                         | —                         | —                         |                           |          |
| 2021–2022                                             | Merrimack Warriors                                    | NCAA                                                  | 35                        | 7                         | 17                        | 24                        | 8                         | —                         | —                         | —                         | —                         | —                         |                           |          |
|                                                       | Syracuse Crunch                                       | AHL                                                   | 10                        | 1                         | 2                         | 3                         | 2                         | 4                         | 0                         | 0                         | 0                         | 2                         |                           |          |
| 2022–2023                                             | Syracuse Crunch                                       | AHL                                                   | 69                        | 8                         | 16                        | 24                        | 39                        | 5                         | 2                         | 0                         | 2                         | 4                         |                           |          |
| 2023–2024                                             | Tampa Bay Lightning                                   | NHL                                                   | 1                         | 0                         | 0                         | 0                         | 0                         | —                         | —                         | —                         | —                         | —                         |                           |          |
|                                                       | Syracuse Crunch                                       | AHL                                                   | 31                        | 3                         | 6                         | 9                         | 18                        | —                         | —                         | —                         | —                         | —                         |                           |          |
| NHL totalt                                            | NHL totalt                                            | NHL totalt                                            | 1                         | 0                         | 0                         | 0                         | 0                         | —                         | —                         | —                         | —                         | —                         |                           |          |
| AHL totalt                                            | AHL totalt                                            | AHL totalt                                            | 110                       | 12                        | 24                        | 36                        | 59                        | 9                         | 2                         | 0                         | 2                         | 6                         |                           |          |
| NCAA totalt                                           | NCAA totalt                                           | NCAA totalt                                           | 83                        | 13                        | 43                        | 56                        | 40                        | —                         | —                         | —                         | —                         | —                         |                           |          |
| USHL totalt                                           | USHL totalt                                           | USHL totalt                                           | 59                        | 4                         | 15                        | 19                        | 61                        | 8                         | 0                         | 2                         | 2                         | 16                        |                           |          |